# Санчес, Эфраин
Эфраин Элиас Санчес Касимиро (исп. Efraín Elías Sánchez Casimiro; 26 февраля 1926, Барранкилья — 16 января 2020, Богота) — колумбийский футболист, играл на позиции вратаря. По окончании карьеры стал тренером.

## Ранние годы
Отец Эфраина, Аугусто Синдье, родился на Кюрасао и занимался торговлей продуктами в Барранкилье. Поскольку почти никто не мог правильно произнести его фамилию (голландского происхождения), он изменил её на фонетически близкую, Санчес.
В возрасте 14 лет, после окончания начальной школы в Барранкилье, он начал регулярно заниматься футболом.

## Карьера игрока
В 1943 году он начал играть за команду «Мильонариос», на тот момент клуб ещё официально не был основан, игры носили нерегулярный характер. В следующем году футболист Севериано Луго пригласил его в команду «Кальдас» (будущий «Онсе Кальдас»). В 1945 году травма колена вывела Санчеса из строя на восемь месяцев. Он думал о том, чтобы бросить футбол, но Севериано убедил его остаться: 
Это не будет первая и последняя травма в твоей жизни, если ты планируешь посвятить себя этому, ты должен терпеть.
В 1946 году он перешёл в клуб «Ла Фортуна», и оттуда Хосе Арана Крус вызвал его в сборную Колумбии, которая проводила матчи в Центральной Америке и Карибском бассейне. В 1947 году он был вызван на чемпионат Южной Америки в Эквадоре, где Колумбия заняла последнее место в турнирной таблице. Тем не менее, на него обратил внимание аргентинский «Сан-Лоренсо де Альмагро», куда его порекомендовал Рене Понтони. Он стал вторым колумбийским игроком, покинувшим страну, после Роберто Мелендеса, который провёл один сезон на Кубе.
Кайман дебютировал в профессиональном футболе за «Сан-Лоренсо» 25 апреля 1948 года в игре против «Химнасия и Эсгрима», его команда победила со счётом 2:5. Своё прозвище «Кайман» он получил благодаря композиции Хосе Марии Пеньяранды «Человек-кайман». Когда Санчес прибыл в Буэнос-Айрес, его спросили в первом интервью для газеты, где он родился. Он ответил: «Я родился 27 февраля 1926 года в Барранкилье». Журналист переспросил, не это ли родина Пеньяндры (сам музыкант также носил прозвище «Кайман»). Затем журналист написал: «Кайман отправил его нам из Барранкильи, это Эфраин Санчес…».
Он пробыл два года в Буэнос-Айресе, после чего вернулся на родину. По возвращении в Колумбию он стал игроком «Америка Кали», дебютировал 25 сентября 1949 года в матче против «Индепендьенте Медельин», его команда выиграла со счётом 4:1.
В следующем году он отправился в «Депортиво Кали», где не смог показать хорошую игру. Затем он вернулся в родной город, став игроком «Атлетико Хуниор». В сезоне 1953/54 он присоединился к «Индепендьенте Санта-Фе». Затем наступил пик его колумбийской карьеры, когда он присоединился к «Индепендьенте Медельин», с которым выиграл чемпионские титулы 1955 и 1957 годов. Он участвовал в чемпионате Южной Америки 1957 года в Перу и в отборочных матчах чемпионата мира 1958 года.
В 1958 году он снова покинул страну, чтобы присоединиться к мексиканскому «Атласу», где играл в течение двух лет.
Он вернулся в Медельин в 1960 году. В следующем году Адольфо Педернера вызвал его для участия в отборочном турнире чемпионата мира 1962 года на матч с Перу. В итоге Колумбия впервые классифицировалась в финальную часть чемпионата мира.
Участие в чемпионате мира сулило игрокам большие призовые. Для подготовки были организованы товарищеские матчи против Мексики, Коста-Рики, а также бразильских команд «Бангу», «Ферровиарио» и «Сантоса».
На мундиале команда проиграла Уругваю со счётом 2:1, разошлась ничьей с СССР 4:4 и разгромно проиграла Югославии 5:0. В итоге с одним очком Колумбия покинула турнир.

## Карьера тренера
В 1963 году травма колена заставила его практически полностью прекратить выступления. Затем он был тренером «Индепендьенте Медельин» до конца того же 1963 года.
В январе 1964 года вместе с Антонио Хулио де ла Хосом он руководил молодёжной сборной Колумбии, которая принимала чемпионат Южной Америки U-20. Команда заняла второе место на турнире, уступив лишь Уругваю. Финальный матч был омрачён арбитражем парагвайца Переса Осорио, который не засчитал чистый гол Эрнандо Пиньерос, благодаря которому колумбийская команда могла бы выиграть титул.
После молодёжного чемпионата он как игрок перешёл в «Мильонариос», где провёл хороший сезон. Из-за болезни бразильского тренера Жуана Авелино «Кайман» взял на себя руководство клубом, став играющим тренером. В итоге он завоевал титул чемпиона 1964 года.
Затем он тренировал «Депортес Киндио» и «Атлетико Хуниор». В 1974 году он руководил молодёжной сборной Колумбии на кубке Америки в Чили.
Затем он возглавил основную сборную Колумбии и дошёл до финала Кубка Америки 1975 года, где уступил Перу. Позже он тренировал «Индепендьенте Медельин» и «Онсе Калдас».
Также он работал спортивным комментатором. Он участвовал в учебных программах Колумбийской федерации футбола.

## Смерть
За несколько дней до смерти Санчес упал в своём доме. После получения медицинской помощи он вернулся к себе домой. 16 января 2020 года Санчес скончался в ожидании прибытия медицинской помощи в своем доме в Боготе в возрасте 93 лет в результате остановки сердца.